# Divisome
 (décembre 2019).
Si vous disposez d'ouvrages ou d'articles de référence ou si vous connaissez des sites web de qualité traitant du thème abordé ici, merci de compléter l'article en donnant les références utiles à sa vérifiabilité et en les liant à la section « Notes et références ».
Le divisome est un complexe protéique bactérien responsable de la division cellulaire, de la construction des membranes interne et externe pendant la division et de la synthèse du peptidoglycane (PG) au site de division.  
C'est un complexe protéique membranaire avec des protéines des deux côtés de la membrane cytoplasmique. Dans les cellules à Gram négatif, il est situé dans la membrane interne. Le divisome est presque omniprésent dans les bactéries bien que sa composition puisse varier selon les espèces.